# Wolfsküppel
Der Wolfsküppel bei Riedelbach im hessischen Hochtaunuskreis ist ein 545,1 m ü. NHN hoher Berg im Mittelgebirge Taunus.

## Geographie

### Lage
Der Wolfsküppel erhebt sich im Östlichen Hintertaunus im Naturpark Taunus. Sein Gipfel liegt auf der Gemarkung der Gemeinde Weilrod zwischen den Ortsteilen Neuweilnau im Norden, Altweilnau im Nordnordosten, Finsternthal im Süden und Riedelbach im Westen. Nordöstlich bis nördlich vorbei am Berg fließt die Weil und südöstlich deren Zufluss Niedgesbach; jenseits von letzterem Fließgewässer erhebt sich der Pferdskopf. Westlich bis nordwestlich des Berges verläuft der Weil-Zufluss Riedelbach.

### Naturräumliche Zuordnung
Der Wolfsküppel zählt in der naturräumlichen Haupteinheitengruppe Taunus (Nr. 30) und in der Haupteinheit Östlicher Hintertaunus (302) zum Naturraum Pferdskopf-Taunus (302.6).

## Landschaftsbild
Der Wolfsküppel ist fast vollständig bewaldet, wenn man den Bergsattel zwischen ihm und den im drei Kilometer Richtung Südwesten entfernten Judenkopf nicht mitzählt, der die natürliche Begrenzung zwischen dem südlichen Niedgesbach- und dem nordöstlichen Riedelbachtal darstellt. Buchen herrschen vor, aber auch Eichen und insbesondere Fichten sind vertreten.

## Bergbau
In der Nordostflanke des Wolfsküppels wurde früher Bergbautätigkeit betrieben. Erstmals erwähnt wurde das Bergwerk 1869, endgültig geschlossen wurde es 1914 aufgrund von Zahlungsunfähigkeit. Fundstücke aus dieser als Emilie II oder Hexentisch (aufgrund einer anliegenden Felsformation) bekannten Grube sind auf Mineralienbörsen weit verbreitet, so dass der Berg relative Bekanntheit unter Mineraliensammlern innehat. Gefunden wurden Cerussit, Galenit, Malachit, Pyromorphit und Quarz.

## Verkehr und Wandern
Nördlich vorbei am Wolfsküppel verläuft etwa in West-Ost-Richtung von Riedelbach – südlich vorbei an Neu- und Altweilnau – nach Merzhausen (Usingen) die Bundesstraße 275. Von dieser zweigt östlich des Berges die südlich vorbei an ihm und unter anderem durch Finsternthal führende Kreisstraße 750 ab. Zum Beispiel an diesen Straßen beginnend kann der Berg auf Waldwegen und -pfaden erwandert werden.

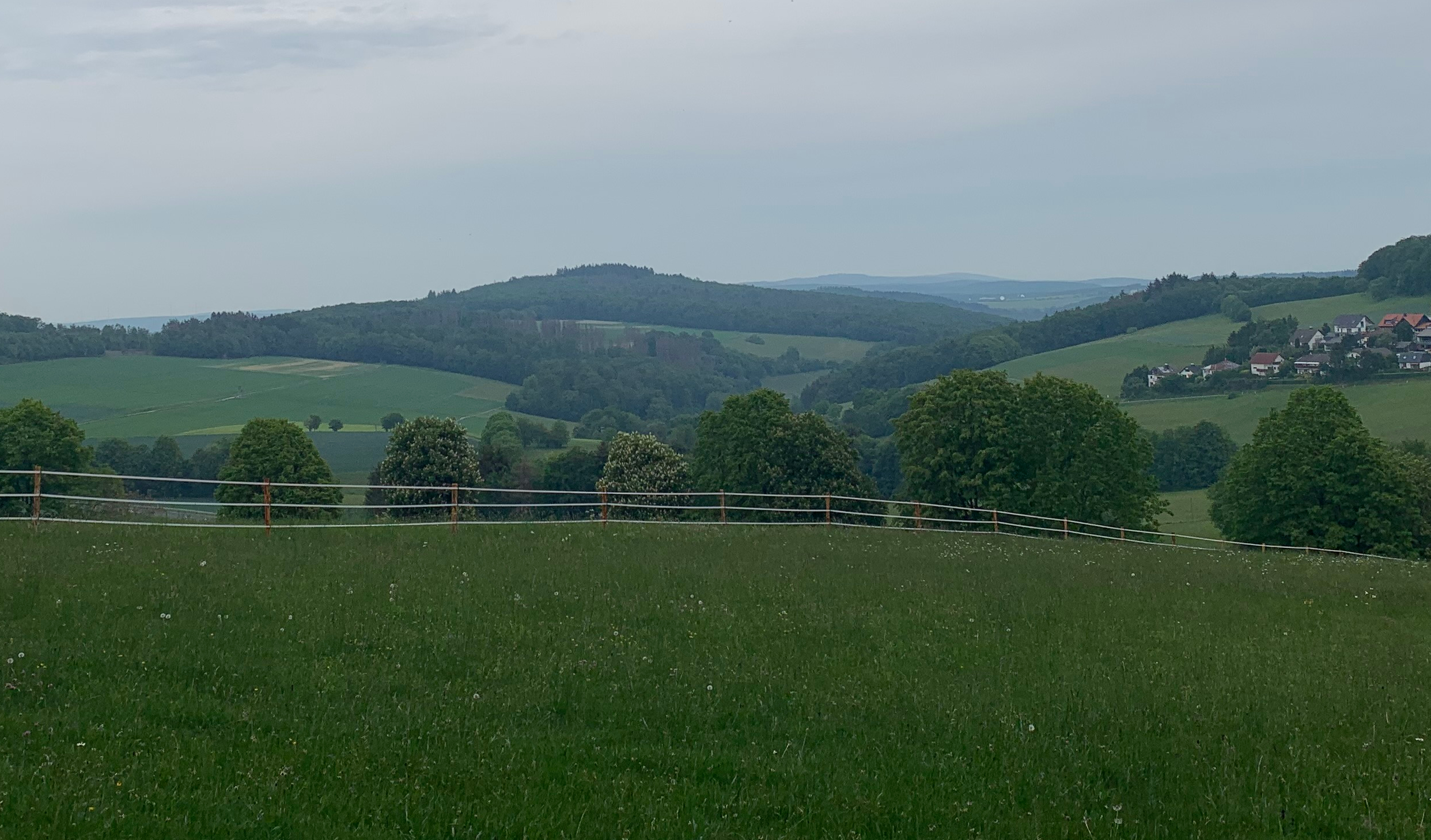
Wolfsküppel, von Mauloff
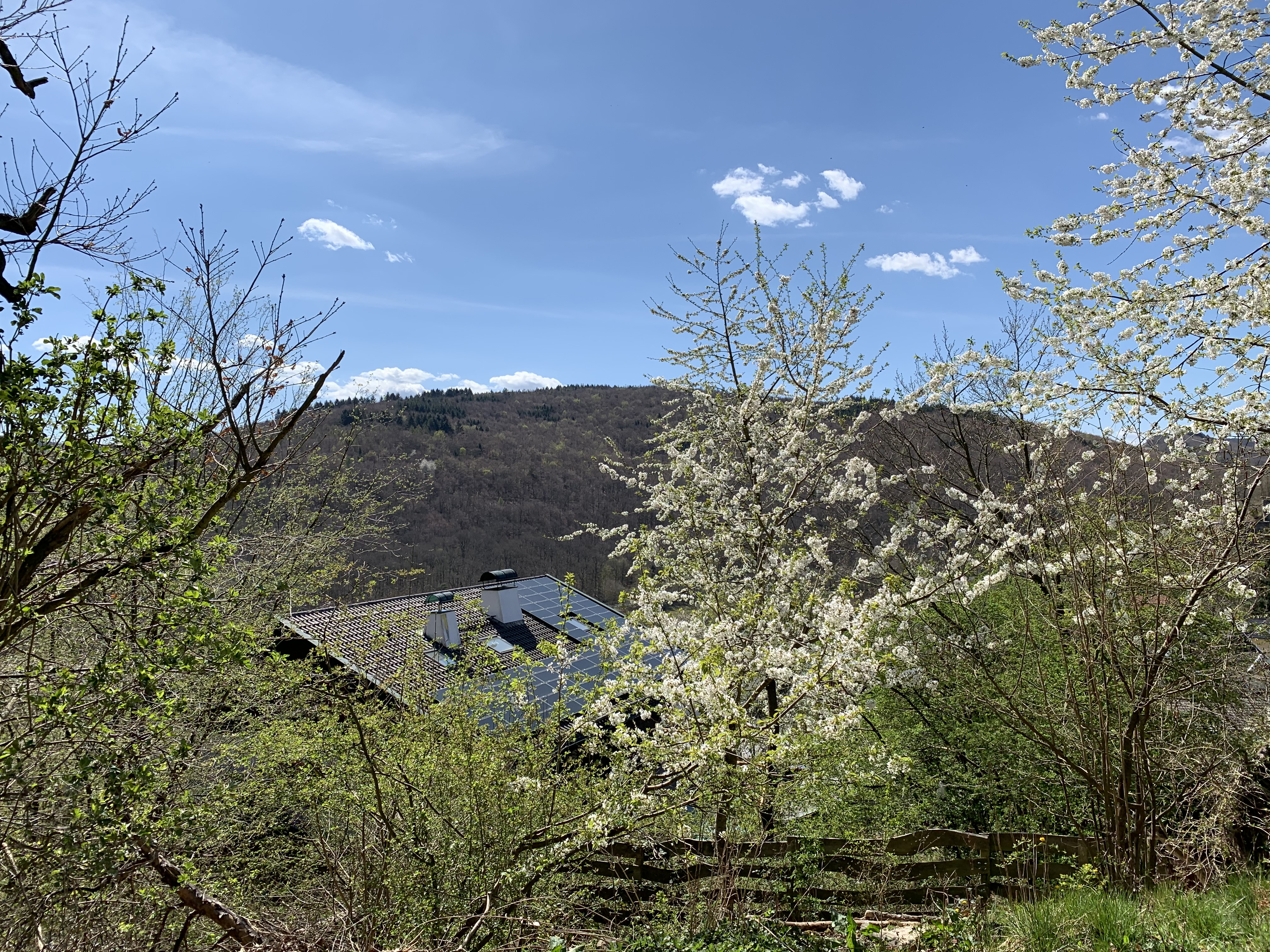
Wolfsküppel, von Altweilnau